# 사이클로알케인

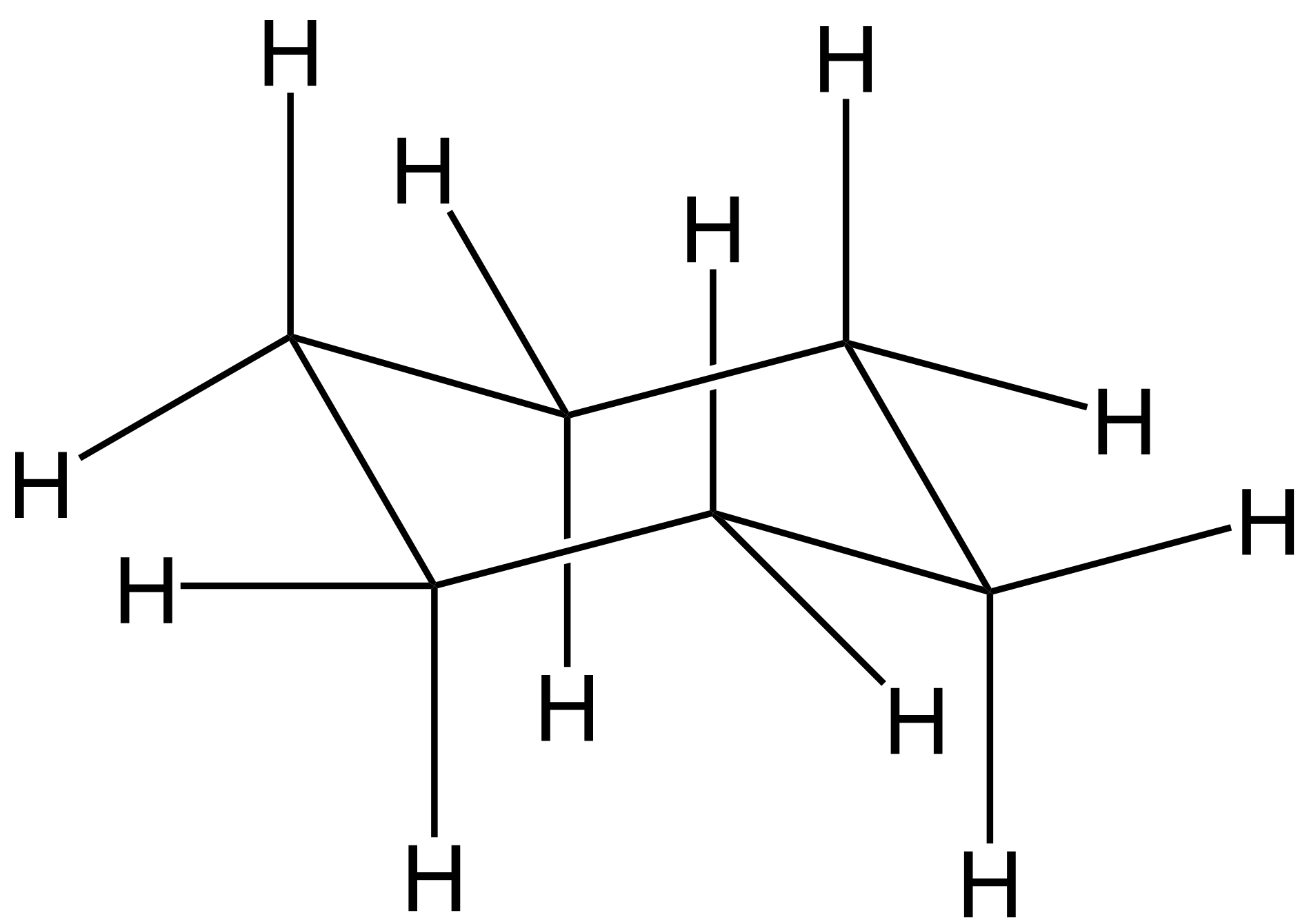
사이클로헥세인의 구조.

환캐인(영어: cycloalkane) 또는 시클로알칸은 여러 개의 탄소 원자가 고리처럼 결합해 있고 각각의 탄소 원자에 수소가 결합한 탄화수소를 말한다. 나프텐(영어: naphthene)으로 불리기도 한다. 화학식은 CnH2n이다. 탄소의 수에 따라 사이클로프로페인(시클로프로판)(3개), 사이클로뷰테인(시클로부탄)(4개), 사이클로펜테인(시클로펜탄)(5개), 사이클로헥세인(시클로헥산)(6개)이라 부른다.
알케인과 마찬가지로 첨가반응을 하지 않고 치환반응을 한다. 분자가 작은 사이클로알케인의 경우(사이클로프로페인과 사이클로뷰테인) 고리가 끊어지기 쉽기 때문에 불안정하다.
또한 이들은 사슬모양의 불포화탄화수소 중 알켄과 이성질체 관계를 갖는다.
대표적인 사이클로알케인(cycloalkane)으로는 사이클로헥세인(C6H12)이 있다. 사이클로헥세인(Cyclohexane)은 모든 탄소원자가 동일평면에 존재하지 않는 입체구조로 의자 모양과 배 모양이있다.

## 같이 보기
- 입체구조
- 사이클로알켄